# 瑞丽铁角蕨
瑞丽铁角蕨（学名：Asplenium rockii）为铁角蕨科铁角蕨属下的一个种。

## 扩展阅读
- 維基物種上的相關：瑞丽铁角蕨